# Euscelus armatus
Euscelus armatus es una especie de coleóptero de la familia Attelabidae.

## Distribución geográfica
Habita en La Española y Cuba.